# Улица Пастера (Одесса)
Улица Пастера  — улица в Одессе, в исторической части города, от пересечения с Старопортофранковской улицей до пересечения с улицей Преображенской.

## История
Известна с 1824 года (Херсонская улица). В доме Ивана Ризнича, мужа сестры Каролины Собаньской, бывал Пушкин. Дом И. Ю. Фундуклея (сохранился на улице Пастера, 42) был резиденцией генерал-губернатора М. С. Воронцова.
В 1900-х годах здесь появились клиники медицинского факультета университета, изящно вписанные среди зелени архитектором Николаем Толвинским, а ранее — бактериологическая станция. Но началом этого «медико-биологического комплекса» еще в 1808 году стала городская больница — монументальное здание с мощными колоннами, одним своим видом должная вселять веру во врачей и в исцеление. Здесь работал великий хирург Николай Пирогов, его младший коллега Николай Склифосовский, а спроектировал здание больницы архитектор Тома де Томон.
16 октября 1903 года спектаклем по пьесе Л. Н. Толстого «Плоды просвещения») на улице открылся театр, построенный на средства Александра Сибирякова; позднее носил название Украинский музыкально-драматический театр им. Октябрьской революции, ныне — Одесский академический украинский музыкально-драматический театр им. В. Василько.
В 1920—1926 годах в трудовой школе № 36 (ныне школа № 105, улица Пастера, 17) учился Александр Маринеско.
В 1923 году улицу переименовали в честь французского микробиолога и химика Луи Пастера. В доме 56, спроектированном под губрозыск, и где он находился в 1920-х годах, бывали Мойша Окс, Исаак Бабель, Женя Катаев. 
На мемориальных досках, установленных на улице, имена микробиолога Николая Гамалеи, Ивана Мечникова, Григория Поженяна, снайпера Людмилы Павличенко, Николая Пирогова, Николая Склифосовского, терапевта академика Михаила Ясиновского, моряков-разведчиков. На некоторых фасадах сохранились авторские надписи — фамилии архитекторов, а в решетке балконов и ворот вплетены чугунными цифрами года их постройки.

## Достопримечательности
д. 1 — архитектор Ф. Боффо, 1835

д. 2 — Одесская бактериологическая станция

д. 5 — «Циркульный корпус» одесской Городской клинической инфекционной больницы

д. 13 — Городская публичная библиотека

д. 15а — Одесский областной театр кукол

д. 15 — Одесский академический украинский музыкально-драматический театр им. В. Василько

д. 16 — Бывшее казначейство, архитектор Л. М. Чернигов, 1906 г.

д. 19 — Жилой комплекс Шретера (1883, арх. Э. А. Шейнс, А. К. Вейтко)

д. 42 — Дом И. Ю. Фундуклея, мемориальная доска В. А. Преснову

д. 56 — архитектор Д. Е. Мазиров

В 1957 году на улице установлен памятник А. М. Ляпунову (скульптор З. Ломыкина, архитектор В. Мусаров)

1 сентября 2010 года в Одессе, во дворе дома № 46 на улице Пастера, был открыт памятник К. К. Костанди.

## Известные жители
Д. 12 — А. М. Дерибас

Д. 17 — Д. Гамов

Д. 19 — Самуил Шатуновский

Д. 36 — Илья Мечников

Д. 44 — Иван Бунин